# Marwan Hamed
Marwan Hamed (arabe: مروان حامد) est un réalisateur de cinéma égyptien, né au Caire en Égypte en 1977.

## Biographie
Il est le fils de l'auteur Wahid Hamed et de la journaliste Zeinab Sweidan. Il fait ses études au High Cinema Institute dont il sort diplômé en 1999. Puis il débute dans le cinéma comme assistant réalisateur dans les films de Samir Seif et Sherif Arafa avant de réaliser des premiers courts métrages dont Li Li qui sera présenté dans de nombreux festivals de cinéma dans le monde et sur les chaînes de télévision du monde arabe.
En 2006, il réalise son premier long métrage majeur intitulé L'Immeuble Yacoubian dans lequel il adapte un roman de l'Égyptien Alaa Al Aswany paru en 2002, avec l'acteur Adel Emam. C'est alors le film le plus cher jamais produit dans l'histoire du cinéma égyptien.
Ensuite il réalise le film d'action "Ibrahim El Abyad", et une autre adaptation de best-seller "El Feel El Azraq" (L'éléphant bleu), qui est son film le plus réussi sur le plan critique et financier.
Il a participé à la réalisation de la série Lahzat Harija et a filmé un clip vidéo pour Amr Diab.
Le film L'Immeuble Yacoubian a été suivi, en 2009, par le film "Ibrahim Labyad" avec Ahmed El Sakka et Hend Sabry.
Il a ensuite réalisé Blue Elephant mettant en vedette Karim Abdel Aziz et Khaled Al Sawy, adapté du roman d'Ahmed Mourad, avant de réaliser "The Originals" avec Khaled el Sawy, Maged el Kedwany et Menna Shalby.
Il participe au film 18 jours présenté au Festival de Cannes 2011.

## Filmographie
- 2022 : Kira We El Gin
- 2019 : El Feel El Azraq 2
- 2018 : Diamond Dust
- 2017 : El-Asleyeen
- 2011 : 18 Youm (18 jours)
- 2009 : Ibrahim El Abyad
- 2006 : L'Immeuble Yacoubian[3]

### Séries télévisées
- 2007 : Lahazat Harega

## Prix et reconnaissances
- 2001 : prix du public au Festival international du court-métrage de Clermont-Ferrand.
- 2015 : il fait partie du jury internationale du 37e Festival international du film du Caire.
- 2018 : prix du festival du cinéma arabe de Casablanca pour son film "Diamond Dust"[4]